# 愛住町
愛住町（日语：／ Aizumichō */?）是東京都新宿區的町名。未實施新住居表示。人口1,194人（2013年8月1日）。郵遞區號160-0005。

## 地理
位於新宿區東南部。北接富久町、住吉町，東鄰舟町，南連四谷三丁目，西通四谷四丁目。
町内主要為住宅地。
愛住町沒有鐵路站，近鄰的車站有東京地下鐵丸之内線四谷三丁目站。北部地區也可利用東京都交通局（都營地下鐵）新宿線曙橋站。

## 歷史
江戶時代是武家地與寺地。1872年（明治5年）成立四谷愛住町。1911年（明治44年）去除冠稱，沿續至今。

### 地名由來
成立當時，期望能成為友愛鄰居相互幫助的町而命名為「愛住町」。（新宿区町名誌）

## 設施
- 法雲寺
- 養國寺
- 淨運寺
- 安禪寺
- 週刊釣魚新聞（週刊つりニュース）本社（附設釣魚文化資料館）

## 備註
1. ↑  『角川日本地名大辞典 13　東京都』、角川書店、1991年再版、P871
2. ↑  .   [2013-08-09]. （原始内容存档于2014-08-19）.

## 外部連結
- 新宿區役所 （页面存档备份，存于）